# Leopold Stoll

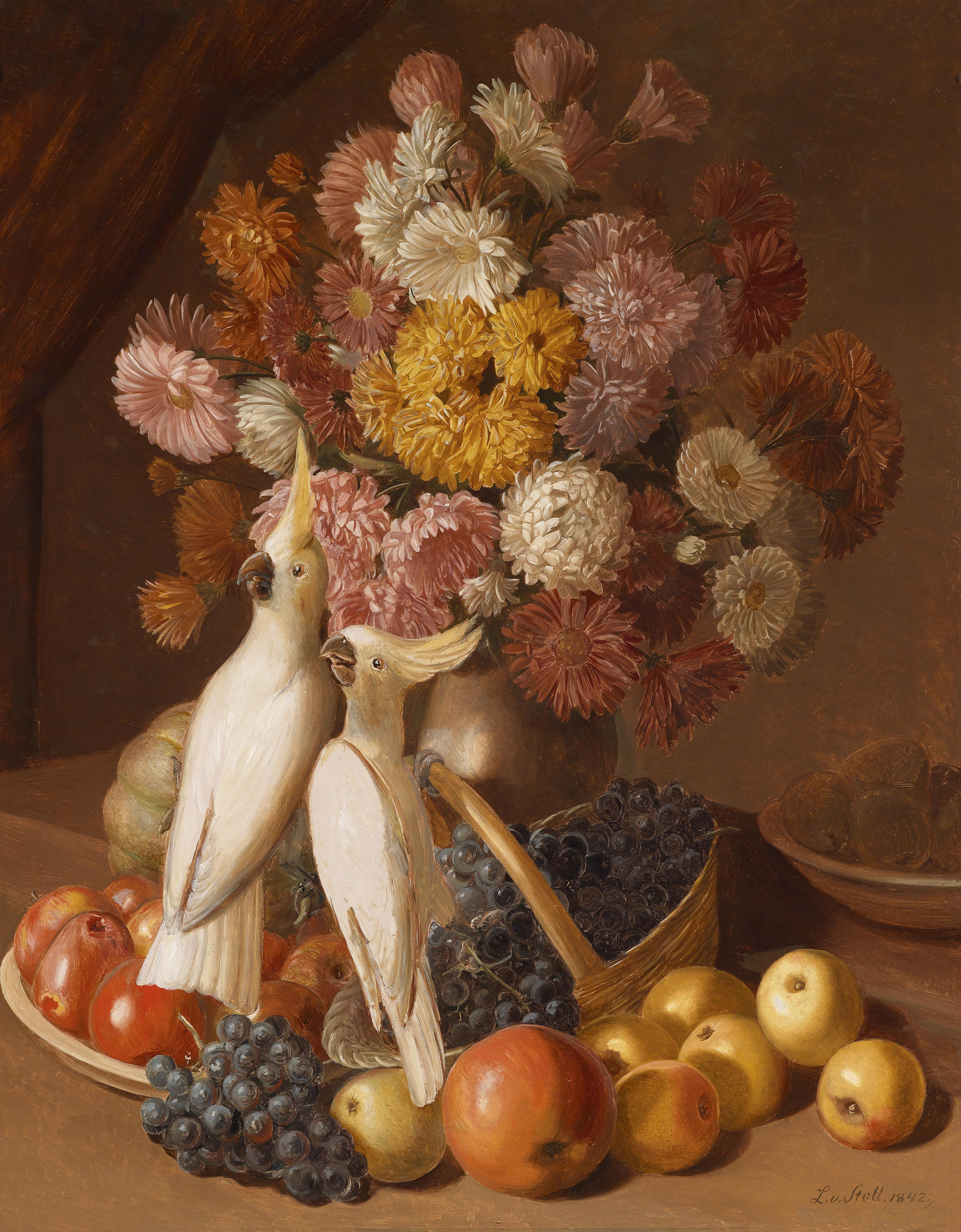
Blumenstillleben mit Früchten und Nymphensittichen 1842

Leopold Stoll, geboren als Leopold Stoll (14. Juni 1803 in Altlerchenfeld, heute zu Wien – 29. November 1884 in Wien) war ein österreichischer Blumenmaler, der überwiegend in Österreich tätig war.

## Leben
Leopold Stoll war der Sohn des k. k. Wachsbossierers Franz Stoll und der Maria Anna Munkart.
Um 1828 war er in Krakau und Warschau tätig. Um 1830 kam er nach Sankt Petersburg, wo er sich mit Blumenkompositionen für den Botanischen Garten befasste. 1834 kam er nach Österreich, wo er um 1836 ein Stillleben mit der Schönbrunner Statue der Nymphe Egeria im Hintergrund malte. Seine Werke – fast ausschließlich Blumen- und Früchtestillleben – brachten ihm eine große Anerkennung, erst nach 1848 änderte sich der Geschmack des Publikums und er erhielt weniger Aufträge.